# Chengtoushan-Stätte

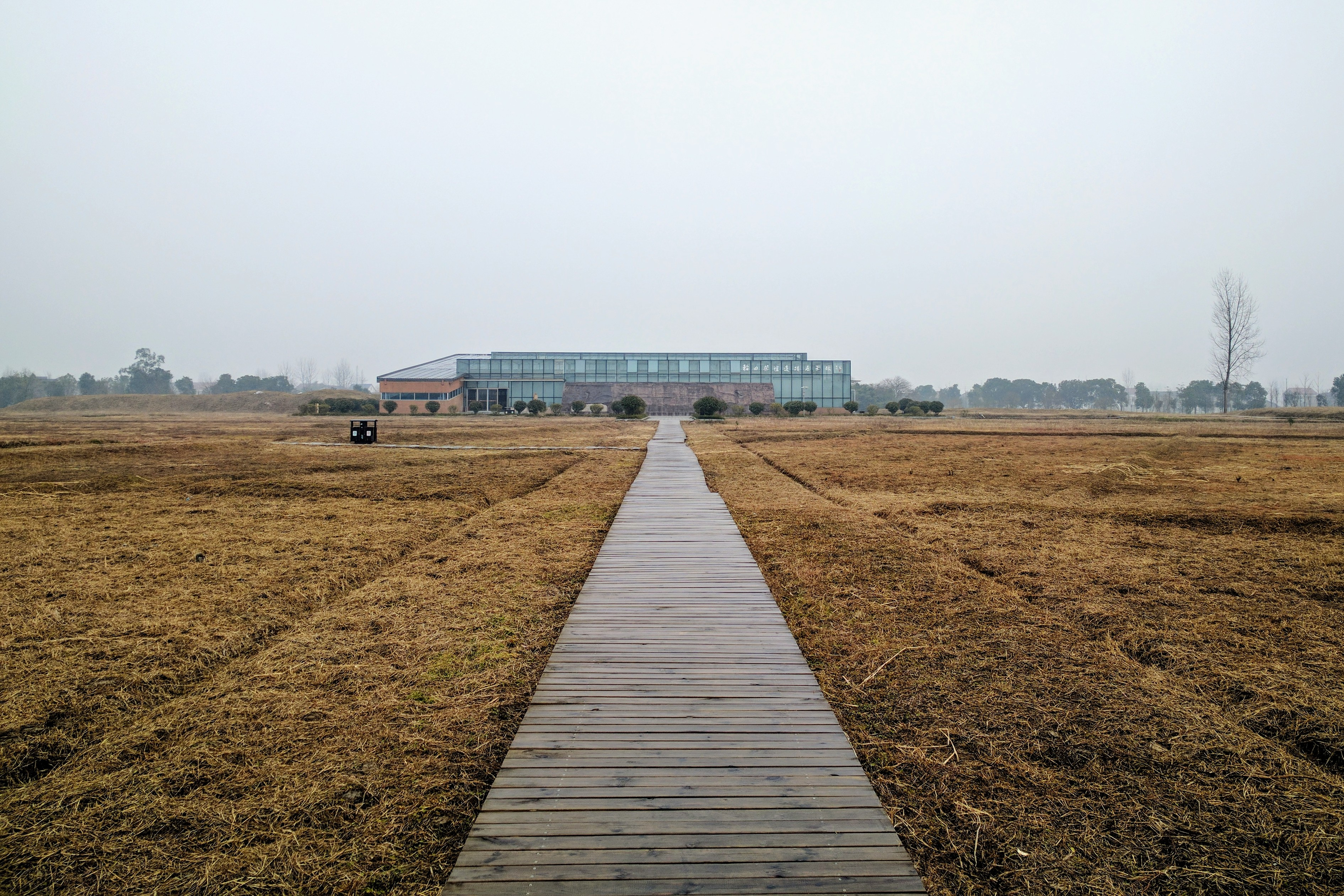
Chengtoushan-Stätte (2017)

Chengtoushan (chinesisch 城頭山, Pinyin Chéngtóushān) ist eine neolithische Fundstätte der Daxi-Kultur im Kreis Li der chinesischen Provinz Hunan.
Sie gilt als zurzeit älteste befestigte Anlage in China. Die Mauer wurde erstmals ca. 4000 v. Chr. gebaut, durch ständige Kämpfe zerstört wurde sie viermal wieder aufgebaut, bis 2800 v. Chr. die Siedlung aufgegeben wurde. Der große, befestigte, aus festgestampfter Erde bestehende Wall ist an der Basis 26,8 Meter breit und steht auch heute noch fünf bis sechs Meter hoch. Außerhalb der Mauer ist ein 35–50 Meter breiter Graben. Die Mauer umspannt ca. 80000 m². 
Unter der östlichen Mauer befand sich ein 100 Quadratmeter großes Reisfeld, datiert auf die Zeit der Tangjiagang-Kultur (4500–4300 v. Chr.). Dies ist eines der frühesten bekannten Reisfelder der Welt. 
Des Weiteren bestand die Siedlung aus einem Qujialing-Wohngebiet und mehreren großen Friedhöfen der Daxi-Kultur. Eine große, der Daxi-Kultur zugeordnete Plattform (250 m²), diente offenbar als Altar. Hier wurden über 40 Tieropfer und einige Menschenopfer gefunden.
Die Chengtoushan-Stätte (chinesisch 城头山遗址, Pinyin Chéngtóushān yízhǐ) steht seit 1996 auf der Liste der Denkmäler der Volksrepublik China (4-17).